# José Gómez (boxe anglaise)
Pour les articles homonymes, voir José Gómez, Gómez et Mustelier.
José Gómez est un boxeur cubain né le 28 janvier 1959 à Las Tunas.

## Carrière
Champion olympique des poids moyens à Moscou en 1980, il remporte également la médaille d'or de la catégorie aux Jeux panaméricains de San Juan en 1979 ainsi que le titre de champion du monde à Belgrade en 1978.

## Parcours auxJeux olympiques
Jeux olympiques d'été de 1980 à Moscou (poids moyens) :
- Bat Enock Chama (Namibie) 3-2
- Bat Bong Mun Jang (Corée du Nord) par KO au 2e round
- Bat Valentin Silaghi (Roumanie) 5-0
- Bat Viktor Savchenko (URSS) 4-1